# Quintessence (cosmologie)
Pour les articles homonymes, voir Quintessence.
La quintessence est un concept en physique qui permet de décrire des composantes de l'Univers. En cosmologie, la quintessence est le nom donné à une forme hypothétique d'énergie sombre, proposée comme explication aux observations de l'accélération de l'expansion de l'Univers.

## Histoire du concept
Dans l'Univers, il existe quatre types de matières qui sont aussi des formes d'énergie : la matière baryonique, composant les atomes connus ; les photons, principalement formés par le fond diffus cosmologique ; les neutrinos, principalement composés du fond cosmologique de neutrinos ; et la matière noire, dont la nature exacte est à l'heure actuelle (2012)[réf. nécessaire] mal connue.
L'énergie sombre correspond à une cinquième forme d'énergie présente dans l'Univers. Cette forme d'énergie renvoie à l'idée de quintessence développée dans l'Antiquité.
La quintessence sert à alimenter la théorie de l'énergie noire. Dans ce cas, il s'agit d'une énergie transitoire du vide résultant de l'énergie potentielle d'un champ dynamique. Cette forme d'énergie noire varierait dans l'espace et dans le temps, offrant ainsi un moyen possible de la distinguer d'une constante cosmologique. Son mécanisme est également similaire (bien que très différent en échelle) à l'énergie de champ scalaire invoquée dans la théorie inflationniste du big bang.

## Nature
La quintessence est une quantité dynamique, et a généralement une densité et une équation d'état qui varie à travers le temps et qui peut présenter des fluctuations dans l'espace.
La quintessence est un champ scalaire qui a une équation d'état de type barotropique, reliant sa pression {\displaystyle P_{\mathrm {Q} }} et sa densité d'énergie {\displaystyle \rho _{\mathrm {Q} }}. 
L'équation peut-être formulée ainsi : {\displaystyle P_{\mathrm {Q} }=w_{\mathrm {Q} }\rho _{\mathrm {Q} }}. 
La quantité {\displaystyle w_{\mathrm {Q} }} évolue lentement au cours du temps sur de longues périodes et elle peut connaître des variations plus rapides d'une valeur palier à une autre. Pour que la quintessence permette d'expliquer l'accélération de l'expansion de l'Univers, il faut que la quantité {\displaystyle w_{\mathrm {Q} }} soit aujourd'hui inférieure à {\displaystyle -1/3}. 
Dans une cosmologie non standard comme Cosmos à expansion d'échelle de C. Johan Masreliez, où il n'y a aucune accélération, la quantité {\displaystyle w_{\mathrm {Q} }=-1/3} exactement, ce qui signifie courbure de l'espace-temps[pas clair].

## Évolution du concept
Le terme en science exacte a été utilisé par les physiciens Limin Wang et Paul Steinhardt en avril 1998, mais semble issu d'une collaboration incluant aussi Jeremiah P. Ostriker et Robert R. Caldwell.